# Gymnothorax tamilnaduensis
Gymnothorax tamilnaduensis — вид вугроподібних риб родини муренових (Muraenidae). Описаний у 2023 році.

## Поширення
Вид поширений на півночі Індійського океану біля узбережжя індійського штату Тамілнаду. Виявлений біля міста Куддалор на глибині 25-30 м.

## Опис
Тіло завдовжки 272-487 мм. Риба має серію ліній маленьких темних плям на голові та одну лінію чорних плям по середній лінії тіла. Пори щелепи з білим обідком, край анального плавця білуватий.